# Бельский, Станислав (актёр)
Стани́слав Бе́льский (пол. Stanisław Belski; 23 августа 1900, Варшава — 3 июня 1960, Лондон) — польский актёр.
Выступал на сцене с 1924 года, в первые годы преимущественно под псевдонимом Наленч (пол. Nałęcz). Играл в варшавских театрах Qui Pro Quo (1925—1926), «Водевиль» (1926—1927), «Карусель» (1927), «Ананас» и «Новый Ананас» (1930—1932), «Ракета» (1932), «Лотос» (1932), «Большое ревю» (1937—1938), в краковском театре «Гонг» (1929), в театре Colosseum (1930) и Польском театре миниатюр (1939—1941) во Львове. Сыграл в маленьких ролях в польских комедийных фильмах «Ромео и Юлечка» и «Двенадцать стульев» (оба 1933). Спорадически выступал также как режиссёр комедийных шоу — в частности, в 1932 г. поставил собственное юмористическое ревю «Когда погаснет свет» (пол. Gdy światło zgaśnie), одобрительно встреченное критикой. Автор слов к нескольким танго Зигмунта Белостоцкого и Фанни Гордон.
После вступления СССР в войну с Германией присоединился к так называемой Армии Андерса, в составе которой проделал путь из СССР через Иран и Палестину в Италию, был актёром и режиссёром полевого театра 2-й польского армейского корпуса. В 1946 году снялся в небольшой роли в фильме Михала Вашиньского «Большой путь», снятом в Италии и посвящённом судьбе Армии Андерса. По завершении Второй мировой войны оказался в Англии, участвовал в польских театральных постановках в Лондоне.
Жена (с 1928 г.) — актриса Клара Бельска (1908—2000).